# 8418 Mogamigawa
8418 Mogamigawa è un asteroide della fascia principale. Scoperto nel 1996, presenta un'orbita caratterizzata da un semiasse maggiore pari a 2,7516383 UA e da un'eccentricità di 0,1119474, inclinata di 3,10071° rispetto all'eclittica.